# Văn (họ)
Văn là một họ của người thuộc vùng Văn hóa Đông Á. Họ này có mặt ở Việt Nam, Trung Quốc (chữ Hán: 文, Bính âm: Wen) và Triều Tiên (Hangul: 문, Romaja quốc ngữ: Mun).
Tại Trung Quốc trong danh sách Bách gia tính họ Văn xếp thứ 355. Người Trung Quốc còn một họ khác cũng có phiên âm Hán Việt là Văn, đó là họ 聞, tuy nhiên họ này không phổ biến bằng họ Văn (文).

## Người Việt Nam họ Văn có danh tiếng
- Văn Du Tường, Pháp sư thời Đinh có công tiêu diệt yêu quái Xương Cuồng ở Bạch Hạc, Phú Thọ
- Văn Đình Dận, tướng thời Lê Trung Hưng
- Văn Đức Khuê, tướng nhà Nguyễn
- Văn Đức Giai, Tiến sĩ nho học thời Nguyễn
- Văn Tiến Dũng, đại tướng Quân đội Nhân dân Việt Nam
- Văn Gói, Thường vụ tỉnh ủy tỉnh Phú Yên, liệt sĩ, và các con là tiến sĩ Văn Ảnh, họa sĩ Văn Dương Thành, doanh nhân Văn Kiều Nguyệt Hà
- Văn Như Cương, nhà giáo dục Việt Nam
- Văn Thị Kim Cúc PGS.TS Tâm lý học, Khoa Tâm lý học, trường ĐH KHXH và NV – ĐHQG Hà Nội
- Văn Hữu Chiến, Chủ tịch Ủy ban Nhân dân thành phố Đà Nẵng
- Văn Phú Chính, cựu Cục trưởng Cục Phòng chống Thiên tai
- Văn Sỹ Hùng, cựu cầu thủ bóng đá quốc gia Việt Nam
- Văn Mai Hương, ca sĩ.
- Văn Viết Đức, quán quân đường lên đỉnh Olympia 2015
- Văn Ngọc Hướng, phó giáo sư tiến sĩ
- Văn Thị Bạch Tuyết, Đại biểu Quốc hội Việt Nam khóa XIV.
- Văn Đinh Hồng Vũ, nhà sáng lập, CEO của ELSA Speak
- Văn Tất Thu, Phó giáo sư tiến sĩ - Thứ trưởng Bộ Nội vụ
- Văn Đức Châu, Phó viện trưởng Viện Kiểm sát thị xã

## Người Trung Quốc họ Văn (文) có danh tiếng
- Văn Chủng, đại phu nước Việt thời Chiến Quốc
- Văn Xú, đại tướng của Viên Thiệu đầu thời Tam Quốc
- Văn Thiên Tường, danh thần cuối đời nhà Tống
- Văn Tụng Nhàn, diễn viên Hồng Kông
- Văn Tuấn Huy, thành viên nhóm nhạc Hàn Quốc SEVENTEEN

## Người Trung Quốc họ Văn (聞) có danh tiếng
- Văn Nhất Đa, nhà thơ và học giả người Trung Quốc

## Người Triều Tiên họ Mun có danh tiếng
- Moon Sun Myung (Hangul: 문선명, Hanja: 文鮮明, Hán Việt: Văn Tiên Minh), giáo sĩ Hàn Quốc
- Moon So-ri (Hangul: 문소리, Hanja: 文素利, Hán Việt: Văn Tố Lợi), diễn viên Hàn Quốc
- Moon Dae-Sung (Hangul: 문대성, Hanja: 文大成, Hán Việt: Văn Đại Thành), võ sĩ taekwondo Hàn Quốc
- Eric Mun, tên thật là Mun Jung-hyuk (Hangul: 문정혁, Hanja: 文晸赫, Hán Việt: Văn Trinh Hách), ca sĩ Hàn Quốc
- Moon Chae Won (Hangul: 문채원, Hanja: 文彩元, Hán Việt: Văn Thái Nguyên), diễn viên Hàn Quốc
- Moon Geun Young (Hangul: 문근영, Hanja: 文根英, Hán Việt: Văn Căn Anh), diễn viên Hàn Quốc
- Moon Jun Young (Hangul: 문준영, Hanja: 文俊英, Hán Việt: Văn Tuấn Anh), ca sĩ Hàn Quốc
- Moon Jae-in (1953-) (Hangul: 문재인, Hanja: 文在寅, âm Hán Việt: Văn Tại Dần) Tổng thống Hàn Quốc (2017-2022)
- Joo Won, tên thật Moon Joo Won (Hangul:문준원, Hanja: 文周元, Hán Việt: Văn Chu Nguyên), diễn viên Hàn Quốc
- Tae-il, tên thật Moon Tae-il (Hangul: 문태일, Hanja: 文泰一, Hán Việt: Văn Thái Nhất), thành viên nhóm nhạc NCT Hàn Quốc